# Райская птица-лория
Райская птица-лория (лат. Cnemophilus loriae) — вид воробьиных птиц из семейства Cnemophilidae. Видовое латинское название дано в честь итальянского натуралиста Ламберто Лории.
Вид распространён в тропических горных дождевых лесах Новой Гвинеи.
Мелкие птицы с небольшими коническими клювами, округлыми крыльями, коротким, квадратным хвостом и маленькими ногами. Тело длиной 22 см, весом 60—100 г. Оперение самцов тёмно-синего цвета. У самок верх оливково-зелёного цвета, а низ тела жёлтый. У самцов вокруг клюва синий мясистый нарост.
Птицы живут в тропическом дождевом лесу. Питаются фруктами, изредка могут дополнять рацион насекомыми. Сезон размножения длится с ноября по февраль. О потомстве заботится только самка. Она строит гнездо на земле. В кладке 1—2 яйца.
Птицы питаются фруктами, изредка могут дополнять рацион насекомыми. Сезон размножения длится с июня по ноябрь. О потомстве заботится только самка. Она строит гнездо в дуплах деревьев. В гнезде только одно яйцо. Инкубационный период длится 3 недели.

## Подвиды
Некоторые учёные выделяют три подвида:
- Cnemophilus loriae loriae, номинальный подвид, распространённый от хребта Герцог до восточных границ ареала;
- Cnemophilus loriae amethystinus (Stresemann, 1934), достаточно распространённый в горах Бисмарка и Истерн-Хайлендс;
- Cnemophilus loriae inexpectatus (Junge, 1939), достаточно распространённый в Судирман и в горах Виктора Эмануэля.

Международный союз орнитологов подвидов не выделяет.